# Opération Zarb-e-Azb
Cette page se comprend mieux après la lecture de Insurrection islamiste au Pakistan.
- En jaune, le Waziristan du Nord, qui fait partie des régions tribales.
- En bleu, les régions tribales du Pakistan.
- En vert, la province de Khyber Pakhtunkhwa

Insurrection islamiste au Pakistan
Batailles
Bataille de Wana (2004) • Assaut de la Mosquée rouge (2007) • Première bataille de Swat (2007) • Bataille de Bajaur (2008) • Seconde bataille de Swat (2009) • Opération Rah-e-Nijat (2009) • Offensive d'Orakzai et de Kurram (2010 - 2011) • Opération Brekhna (2011) • Opération Zarb-e-Azb (2014)
L’opération Zarb-e-Azb (ourdou : آپریشن ضربِ عضب, Āpres̱ẖan Ẓarb-i ʿAẓb, du nom d'une épée utilisée par le prophète Mahomet aux batailles de Badr et de Uhud) est une offensive menée par les forces armées pakistanaises à partir du 15 juin 2014 au Waziristan du Nord (près de la frontière afghane) contre des groupes insurgés armés affiliés à Al-Qaïda tels que le Tehrik-e-Taliban Pakistan, le Parti islamique du Turkestan, le Mouvement islamique d'Ouzbékistan et le réseau Haqqani. 
Impliquant près de 30 000 soldats (14 000 à 20 000 soldats étant déployés dans la région en temps normal), elle a été déclenchée en réponse à l'attentat de l'aéroport international Jinnah le 8 juin 2014 ayant fait 36 morts (dont 10 terroristes) et 18 blessés, revendiqué par le TTP et le MIO. Cette vaste opération, qui vise à débusquer les insurgés étrangers et locaux qui se cachent dans le Waziristan du Nord, a reçu un large soutien dans les milieux politiques, de la Défense et de la société civile pakistanaise. Un groupe de religieux musulmans a déclaré une fatwa approuvant l'opération, l’étiquetant comme un jihad contre le terrorisme,.

## Contexte
Cette section se comprend mieux avec la lecture de Guerre d'Afghanistan (2001).

### L’insurrection islamiste
L'insurrection islamiste (parfois appelé « Guerre du Nord-Ouest du Pakistan ») oppose l'armée pakistanaise à des mouvements islamistes armés comme le Tehrik-e-Taliban Pakistan (talibans pakistanais) ou le Tehrik-e-Nifaz-e-Shariat-e-Mohammadi ainsi que diverses mouvances pakistanaises, épaulés par des combattants étrangers. Le conflit a commencé en 2004 au Waziristan,, lorsque la tension accumulée à la suite de la traque d'éléments d'Al-Qaïda par l'armée pakistanaise dégénère en résistance armée de la part de tribus locales. Le conflit a toutefois débordé sur l'ensemble du Pakistan, de nombreux attentats ayant eu lieu dans les grandes villes.

### Longues spéculations sur le Waziristan du Nord

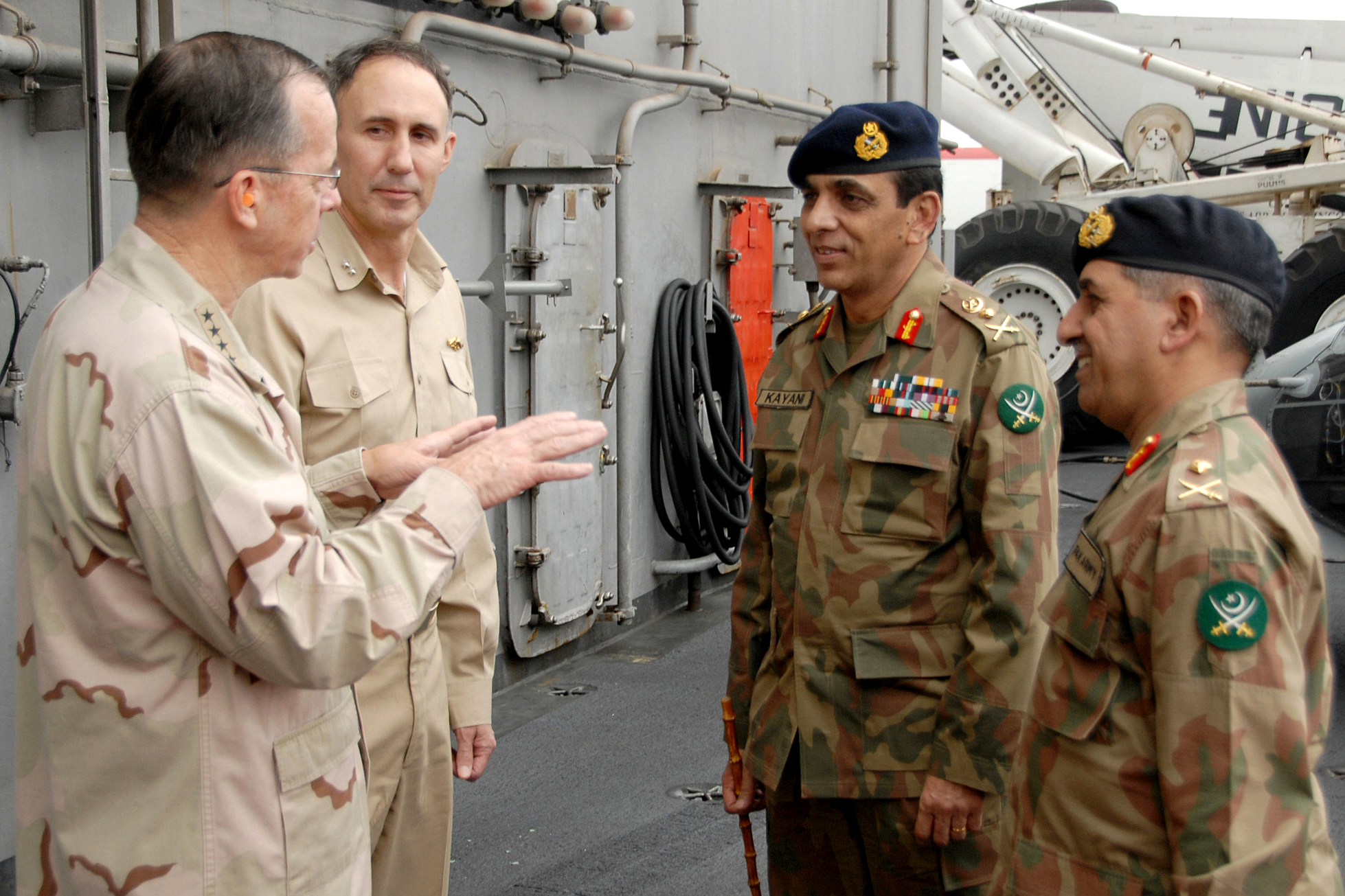
Le général Ashfaq Kayani, chef de l'armée pakistanaise, souvent considéré comme l'homme le plus influent du pays, accompagné d'Ahmed Shuja Pasha, directeur général de l'ISI.

Durant l'offensive d'Orakzai, les États-Unis accroissent la pression sur le Pakistan pour qu'il lance une opération militaire dans le Waziristan du Nord, une des dernières zones des régions tribales qui n'ait pas fait l'objet d'offensive majeure. La pression s'accroît d'autant plus que l'enquête sur l'attentat raté du 1er mai 2010 à New York conduirait vers le Waziristan. Le Nord-Waziristan accueille de nombreux talibans afghans, et notamment le réseau Haqqani, qui se battent contre les forces internationales et afghanes en Afghanistan, mais pas contre le gouvernement pakistanais. La zone accueille aussi les talibans pakistanais (TTP) depuis qu'ils ont quitté les régions reprises par l'armée, et qui eux en revanche attaquent les autorités pakistanaises.
Le 19 mai 2010, le Pakistan explique son accord sur le principe de lancer une opération militaire de grande envergure au Waziristan du Nord. L'annonce a été faite après une réunion de généraux américains avec des généraux pakistanais, dont le chef de l'armée Ashfaq Kayani, le Premier ministre Gilani et le président Zardari. Le Pakistan précise toutefois que l'organisation et la date de l'opération sera décidée par eux.
La perspective d'une telle opération semble pourtant s'éloigner, le 14 octobre 2010, le général Ashfaq Kayani a rejeté cette idée face à de nouvelles demandes américaines. Pourtant, des généraux américains affirment au contraire que le Pakistan prévoit d'attaquer les talibans basés au Waziristan du Nord. Le 22 octobre, les États-Unis octroient au Pakistan une nouvelle aide militaire de deux milliards de dollars sur cinq ans. Cette annonce est vue par certains, parmi lesquels les insurgés basés au Waziristan du Nord, d'une prochaine offensive de l'armée pakistanaise dans cette zone. Le ministre des affaires étrangères du Pakistan, Shah Mehmood Qureshi, affirme pourtant que le Pakistan a « ses propres priorités et que le pays doit se concentrer sur des opérations déjà amorcées dans des régions tribales, avant de se tourner vers le Waziristan du Nord. ». En effet, durant le même temps l'armée pakistanaise continue ses opérations militaires en Orakzai, mais les États-Unis ont plusieurs fois accusé le Pakistan de se cacher derrière des prétextes pour retarder le moment où il devra lancer une telle offensive.

## Chronologie

### Juin 2014
Du 15 au 26 juin, l'armée de l'air pakistanaise mène de nombreuses frappes aériennes contre les positions, infrastructures et repaires insurgés. De leur côté, les forces armées afghanes ont été priées de fermer la frontière afin de faciliter la neutralisation des insurgés tentant de s'échapper par la frontière et ont été invitées à prendre des mesures immédiates pour éliminer les insurgés du TTP et leurs cachettes dans la province de Kounar, du Nouristan et d'autres régions d'Afghanistan. Par ailleurs, des points de reddition ont été mis en place par les autorités pakistanaises pour les insurgés souhaitant déposer les armes. 
Le 16 juin, les autorités pakistanaises placent en état d'alerte les grandes villes du pays dont Islamabad et sa voisine Rawalpindi, où se trouve le quartier général de l'armée, ainsi que Karachi, Lahore et Peshawar, multipliant le nombre de patrouilles et points de contrôle alors que les talibans avaient menacé de nouvelles attaques contre le gouvernement et les compagnies étrangères.
Le 17 juin, soit trois jours après le début de l'opération, plus de 40 % du territoire de cette région tribale aurait été sécurisé selon les forces de sécurité pakistanaises. Le 24 juin, deux soldats pakistanais et un civil pakistanais ont été tués dans un attentat-suicide lorsqu'un kamikaze au volant d'une voiture piégée a fait exploser son véhicule dans le village de Spinwam après s'être fait arrêter à un checkpoint.
Le 26 juin, l'évacuation des 450 000 civils des zones de combat prend fin. La phase terrestre de l'opération débute alors, impliquant de l'artillerie et des chars de l'armée de terre pakistanaise. L'armée pakistanaise entre dans les deux plus grandes villes du Waziristan du Nord : Miranshah et Mir Ali après des tirs d'artillerie contre les repaires insurgés. Le 27 juin, l'armée pakistanaise affirme avoir éliminé un leader du TTP à Miranshah. Le 29 juin, 16 insurgés sont tués dans une frappe aérienne. Le 2 juillet, 10 insurgés sont tués et 3 cachettes d'armes et de munitions détruits par des hélicoptères de combat pakistanais à 12 kilomètres au nord de Miranshah.

### Juillet à octobre 2014

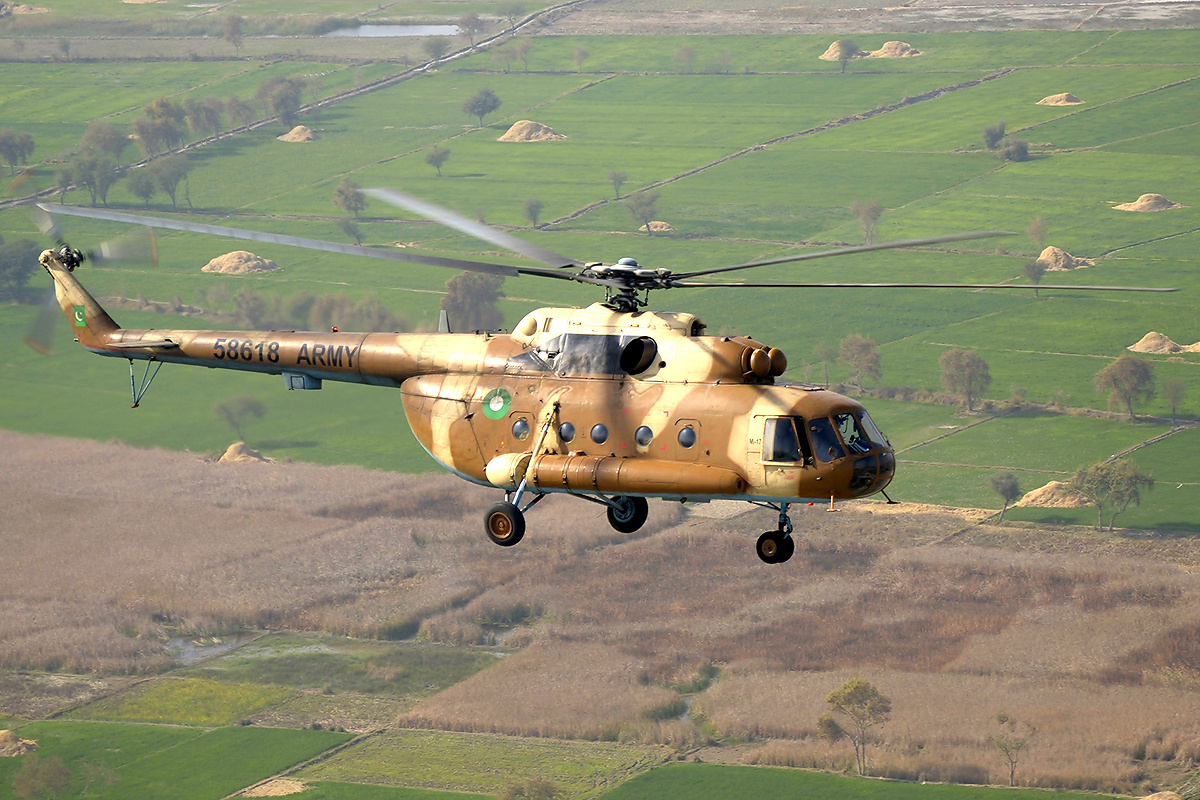
Un Mil Mi-17 de l'armée pakistanaise.

Le 5 juillet dans la matinée, un soldat pakistanais est tué par un engin explosif improvisé alors que le lendemain, le Pakistan annonce cibler tous les insurgés dans la région tribale du Waziristan du Nord. Le 7 juillet, l'AFP révèle que des centaines de talibans pakistanais et ouzbeks se sont fait raser de près avant le début de l'offensive pour prendre la fuite. Le 9 juillet, alors que les opérations continuent et 11 insurgés sont tués dans des frappes aériennes, 80 % de Miranshah auraient été sécurisés.
Le 10 juillet, les autorités pakistanaises autorisent les médias locaux et internationaux à visiter Miranshah. Des drapeaux insurgés, des armes et des explosifs sont montrés aux journalistes. Le major-général Asim Bajwa déclare « Cette base était l'une de leurs principales, nous les avons délogés d'ici et maintenant ils sont en fuite, nous avons également découvert leur centre de commandement et de contrôle, ce qui affectera certainement leurs capacités. » Le lendemain, un commandant majeur du TTP, Adnan Rashid, et d'Al-Qaïda, Mufti Zubair Marwat, sont capturés par les forces de sécurité pakistanaises dans la vallée de Shakaï dans le Waziristan du Sud alors qu'ils tentaient de s'échapper du Waziristan du Nord. Leur capture a été confirmée par le TTP,.
Le 12 juillet, des frappes aériennes tuent 13 insurgés, principalement des étrangers, après que ceux-ci aient lancé une attaque à la roquette contre le point de contrôle de Mirali. Deux jours plus tard, après avoir totalement sécurisé Miranshah, une offensive est lancée contre Mirali (deuxième ville du Waziristan du Nord) et la région de Boya environnante par les forces de sécurité pakistanaises. Six insurgés sont tués dans la journée dont deux kamikazes et un commandant du TTP, Matiullah. Le 15 juillet, 5 soldats pakistanais sont tués dans un échange de tir dans et autour de Mirali dont le capitaine Akash Rabbani contre 11 insurgés tués.
Le 16 juillet, 35 insurgés sont tués dans des frappes aériennes pakistanaises dans la vallée de Shawal,. Le 18 juillet, 4 insurgés sont tués dans des échanges de tirs à Mirali et 12 engins explosifs improvisés sont neutralisés, une usine de fabrication d'IED, une cache de munitions et des devises étrangères ont également été saisis. Le lendemain, le ministre de la Défense pakistanais Khawaja Muhammad Asif déclare que « le système de commandement et de contrôle des terroristes a été détruit au Waziristan du Nord » et qu'il « n'y a pas de place pour le terrorisme dans un pays démocratique. » Alors que l'offensive continue dans la région de Mirali, les villages de Boya et de Degan sont sécurisés par les forces pakistanaises.
Le 20 juillet, 28 insurgés sont tués dans des frappes aériennes dans la vallée de Shawal. Le 23 juillet, 20 insurgés dont des étrangers sont tués dans des frappes aériennes et 4 caches de munitions et d'armes sont détruites dans la vallée de Shewal. À Mirali, une usine de munitions est sécurisée par les autorités pakistanaises et des devises étrangères sont saisies.
Le 24 juillet dans la soirée, deux soldats pakistanais sont tués par un engin explosif improvisé près de la frontière afghane et le 26 juillet, durant l'offensive terrestre à Mirali, huit insurgés sont tués et cinq repaires insurgés sont détruits. Au 27 juillet, 70 % de la ville et ses régions adjacentes étaient déclarées sécurisées.
Le 19 août, 48 insurgés suspectés sont tués dans des frappes aériennes et par des hélicoptères d'attaque de l'armée pakistanaise, détruisant sept repaires insurgés et plusieurs véhicules. Le 16 octobre, des frappes aériennes causent la mort de 21 insurgés selon les autorités pakistanaises.

### Novembre 2014 à avril 2016
Le 7 septembre 2015, la première frappe de l'aviation pakistanaise avec un drone de combat est effectué dans le cadre de cette opération, dans la zone de Shawal. Le 18 décembre 2015, une série de raids aériens aurait tué 22 insurgés dans la même zone.
En avril 2016, le chef de l'armée Raheel Sharif annonce le succès de l'opération et la fin de l'offensive, qui va se transformer en opérations de « recherches et de nettoyage ».

## Bilans et implications

### Bilan officiel
En date du 23-24 juillet, selon le ministère de la Défense pakistanais, 546 insurgés ont été tués, 19 se sont rendus et 35 ont été capturés selon des sources officielles (la zone étant initialement interdite aux journalistes) tandis que 28 soldats pakistanais ont trouvé la mort et 13 autres ont été blessés soit dans échanges de tirs ou par des engins explosifs improvisés. Au moins deux civils ont par ailleurs trouvé la mort et un autre a été blessé,.

### Représailles des talibans
Le Tehrik-e-Taliban Pakistan (TTP), principal groupe rebelle islamiste du pays, a perpétré la tuerie de l'école militaire de Peshawar en réponse à cette offensive militaire dans ses bastions du Waziristan du Nord au sein des régions tribales. Il entend ainsi venger la mort de femmes et d'enfants tués lors des bombardements de l'armée pakistanaise visant les insurgés.

### Réactions internationales
- Afghanistan : l'ambassadeur afghan au Pakistan Janan Mosazai a déclaré que son gouvernement donnerait « toute l'aide possible » pour vaincre les insurgés alors qu'une demande formelle de coopération a été adressée à l'armée afghane par les autorités pakistanaises[49].

- Arabie saoudite : un accord de 100 millions de riyal saoudien a été signé par le ministre pakistanais de la Finance Ishaq Dar et son homologue saoudien Ibrahim Bin Abdul Aziz Bin Abdullah à Djeddah pour la réhabilitation des personnes déplacées au Pakistan[50].

- Chine : le Ministre des Affaires étrangères Wang Yi a déclaré que le terrorisme est un problème commun au Pakistan et la Chine, du fait que les insurgés sont des ennemis des deux pays. Il ajoute que la Chine soutient totalement l'opération[51].

- Émirats arabes unis : le Ministre de l'Intérieur Saif bin Zayed Al Nahyan a déclaré que son gouvernement allait coopérer avec le Pakistan dans la guerre contre les extrémistes[52]. Il a également annoncé le déblocage et le don de 2,5 millions de dollars pour secourir les personnes déplacées à l'intérieur de la région touchée par les combats[53].

- États-Unis : les États-Unis soutiennent l'opération militaire contre les talibans, selon une déclaration du porte-parole de l'ambassade américaine au Pakistan le 16 juin[54]. Le porte-parole a déclaré de plus que les États-Unis soutiennent les décisions prises par le Pakistan pour l'établissement de la paix à chaque étape. Les États-Unis avaient fait pression sur le Pakistan pour qu'il mène une opération militaire dans le Waziristan du Nord depuis des années[55]. Le contre-amiral John Kirby, le secrétaire de presse du Pentagone, a déclaré que le Pentagone n'était pas au courant de la décision du Pakistan de lancer une nouvelle offensive au Waziristan du Nord. Il ajoute que « l'armée pakistanaise et le gouvernement pakistanais comprennent la menace et continuent à aller au bout pour éradiquer cette menace[56] ». Des frappes américaines de drones ont été menées en soutien direct à l'opération

- ONU : le Bureau de la coordination des affaires humanitaires estime dans un communiqué du 23 juin que plus de 450 000 personnes ont été déplacées par les combats[57]. Le Haut Commissariat des Nations unies pour les réfugiés a accepté de fournir des tentes et autres installations dans les camps de réfugiés. L'Organisation mondiale de la santé a de plus fourni des médicaments et des vaccins aux personnes déplacées de crainte d'une épidémie de poliomyélite[58].